# New Hope (Mississipi)
New Hope és una concentració de població designada pel cens dels Estats Units a l'estat de Mississipi. Segons el cens del 2000 tenia 1.964 habitants.

## Demografia
Segons el cens del 2000, New Hope tenia 1.964 habitants, 669 habitatges, i 576 famílies. La densitat de població era de 314,6 habitants per km².
Dels 669 habitatges en un 49,6% hi vivien nens de menys de 18 anys, en un 73,4% hi vivien parelles casades, en un 10,6% dones solteres, i en un 13,9% no eren unitats familiars. En l'11,8% dels habitatges hi vivien persones soles el 3,9% de les quals corresponia a persones de 65 anys o més que vivien soles. El nombre mitjà de persones vivint en cada habitatge era de 2,93 i el nombre mitjà de persones que vivien en cada família era de 3,18.
Per edats la població es repartia de la següent manera: un 31,3% tenia menys de 18 anys, un 6,7% entre 18 i 24, un 31,9% entre 25 i 44, un 23% de 45 a 60 i un 7,1% 65 anys o més.
L'edat mediana era de 35 anys. Per cada 100 dones de 18 o més anys hi havia 92,9 homes.
La renda mediana per habitatge era de 54.375 $ i la renda mediana per família de 60.909 $. Els homes tenien una renda mediana de 40.089 $ mentre que les dones 26.875 $. La renda per capita de la població era de 25.153 $. Entorn del 4,4% de les famílies i el 5,5% de la població estaven per davall del llindar de pobresa.

## Poblacions més properes
El següent diagrama mostra les poblacions més properes.